# كاسا ريكوردي

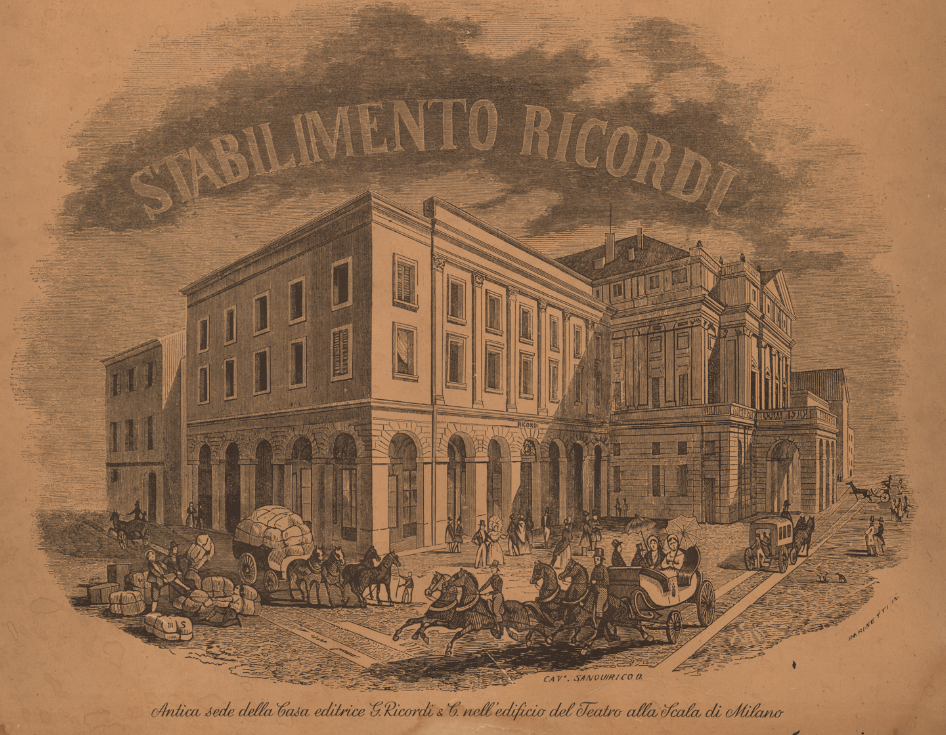

كاسا ريكوردي هي ناشر أساسي للموسيقى الكلاسيكية والأوبرا في المقام الأول. والتي تمثل واحدة من
المصادر المهمة في العالم لهذا اللون الموسيقي، من خلال نشرها لأعمال الملحنين الإيطاليين الرئيسية في القرن التاسع عشر مثل روسيني، وغايتانو دونيزيتي، وفينتشنزو بيليني، وجوزيبي فيردي، وفي القرن العشرين لأمثال جياكومو بوتشيني وملحنين آخرين.

## التأسيس
تأسست في ميلانو عام 1808م، أنشأها جيوفاني ريكوردي وشركاه، حيث أصبحت الشركة منظمة تديرها العائلة «ريكوردي»، حتى عام 1919، عندما تم تعيين الإدارة من خارج العائلة. وكانت أربعة أجيال من عائلة ريكوردي قد توالت على إدارتها، وهم: جيوفاني ريكوردي في عام 1853 وابنه تيتو (1811-1888) (الذي كان يعمل لدى والده عام 1825). ثم تسلمها نجل تيتو جوليو (1840-1912). وكان قد عمل أيضا مع والده، ابتداء بدوام كامل في عام 1863، ثم تولى السلطة من 1888 وحتى وفاته عام 1912. وأخيرا ابنه جوليو، ويسمى أيضا تيتو، (1865-1933) حل محل والده حتى عام 1919.
منذ القرن التاسع عشر و طوال ذلك العقد، نمت الشركة لتصبح أكبر ناشر الموسيقى في جنوب أوروبا في عام 1842.
1. ↑  وصلة مرجع: https://discoverarchives.library.utoronto.ca/index.php/otufm41-ricordi-costume-and-set-designs.
2. ↑  وصلة مرجع: https://web.archive.org/web/20240228120053/https://www.aie.it/Chisiamo/IsociAIE.aspx. الوصول: 28 فبراير 2024.
3. ↑  Gossett 2006, p. 363: Gossett says 2003; University of Chicago Press says 2007
4. ↑  Rossini to Tito Ricordi, in Gossett (ii) 2004, "Compositional methods", Senici, p. 81